# 圣安东尼的诱惑
《圣安东尼的诱惑》（法语：La Tentation de saint Antoine）是古斯塔夫·福樓拜的散文詩，出版于1874年。 

在1874年出版的文本之前有两个版本：一个成书于1849年，另一个1856年。 

这部作品献给阿尔弗雷德•勒•普瓦特文：“为纪念于1848年4月3日逝世于讷维尔-尚-德瓦塞尔的阿尔弗雷德•勒•普瓦特文。” 

## 创作背景
1845年，福楼拜的妹妹卡罗琳•福楼拜与童年玩伴埃米尔•阿马尔结婚，福楼拜陪他们前往意大利进行蜜月旅行。在热那亚的巴尔比宫，他欣赏了小彼得·勃鲁盖尔的画作《圣安东尼的诱惑》 ， 从中获得了这部作品的灵感。 

## 梗概
此前，拜伦的诗剧《该隐》和歌德的《浮士德》曾触及同一主题。福楼拜总共创作了三个版本，在他的作品中，这位隐居于埃及底比斯附近的修士聖安東尼与一个又一个幽灵对话。安东尼追忆起了他难以遗忘的往昔，再一次面临魔鬼的诱惑：放荡的幻象、权力的魅力、肉欲的引诱，无一不吸引他；更让他不安的，则是他的门生希拉里翁也来向他讲述圣经里的自相矛盾之处。当魔鬼以科学之名向安东尼揭示宇宙的奥秘时，他渴望着屈服于这一切；但接着他看到了基督的脸在升起的太阳里闪耀。 

这部具有象征意义的作品，既再现了四世纪的希腊-罗马世界，又陈述了现代科学理论，并将这两方面别出心裁地联系在一起，呈现出一份艺术美感。

## 版本
夏庞提耶出版社于1974年出版的第一版出现了几处印刷错误，如152页capitale一词印成了capitaine，295页éphémères 。2017年，在愛書族手中该版本单册的转让价格可达10 000欧元（注意，该版本的另一个特别之处是作者本人的亲笔题字，极为罕见）。 